# 河内長野警察署
河内長野警察署（かわちながのけいさつしょ）は、大阪府警察が管轄する警察署の一つ。

## 所在地
- 大阪府河内長野市西之山町6番地1号

## 管轄区域
- 河内長野市

## 沿革
- 1874年（明治7年）- 2月に前身組織である三日市村屯所が設置され、5月には古市警察署上田屯所が上田村（現・河内長野市上田町）の正法寺（現・増幅寺）内に移設される[1][2]。
- 1877年（明治10年） - 古市警察署上田分署に改称。
- 1883年（明治16年） - 古市警察署が富田林警察に改称されたことにより、富田林警察署上田分署に改称。
- 1884年（明治17年） - 分署を三日市に移転し、富田林警察署三日市分署に改称。錦部郡の大部分と石川郡の一部、丹南郡大野新田の合計46ヶ村が管轄地域となる。翌々年、旧三日市交番の北側に新築開設する[2]。
- 1888年（明治21年） - 警察官吏配置及勤務概則による各村への駐在所の設置より、三日市分署は富田林警察署三日市駐在所となる。
- 1910年（明治43年） - 長野町警察署が長野駅前に設置される。
- 1926年（大正15年） - 長野町警察署が長野警察署に昇格[2]。
- 1940年（昭和15年） - 長野警察署が古野（現・河内長野市古野町）に庁舎を移転する[1]。
- 1948年（昭和23年） - 警察法施行により管轄地域のうち天見村、加賀田村、川上村、高向村、三日市村は国家地方警察南河内地区警察署の管轄となる。長野警察署は自治体警察長野町警察署として分離して発足[2]。
- 1954年（昭和29年）
  - 3月 - 自治体警察の運営費削減のため住民投票により、長野町警察署を廃止し国家地方警察長野地区警察署となる。管轄区域は長野町、天見村、加賀田村、川上村、高向村、三日市村。
  - 7月 - 警察法の改正に伴い、大阪府警察河内長野警察署となる[1][2]。
- 1975年（昭和50年）2月 - に庁舎を現在地へ新築移転する[1]。

## 交番
- 小山田交番 - 河内長野市小山田町2146番地1
- 加賀田交番 - 河内長野市大矢船北町1番1号
- 河内長野駅前交番 - 河内長野市本町24番1-119号
- 千代田駅前交番 - 河内長野市木戸西町1丁目1番41号
- 三日市町駅前交番 - 河内長野市三日市町1062番地

## 駐在所
- 天野駐在所 - 河内長野市天野町1043番地1
- 天見駐在所 - 河内長野市天見1639番地
- 川上駐在所 - 河内長野市寺元423番地4
- 滝畑駐在所 - 河内長野市滝畑483番地16
- 高向駐在所 - 河内長野市高向132番地1